# Primera de Ascenso 2006
El campeonato de la Primera de Ascenso 2006 del fútbol paraguayo, llamado Centenario de la APF, fue el sexagésimo quinto campeonato oficial de la Primera de Ascenso organizado por la Asociación Paraguaya de Fútbol (APF). Se dio inicio el 11 de marzo y finalizó el 2 de septiembre.
Tanto el campeón como el subcampeón ascendieron a la División Intermedia, y los dos equipos con menor puntaje al final de la temporada descendieron a la Segunda de Ascenso.
Se consagró campeón por tercera vez el Club Sport Colombia de Fernando de la Mora.

## Sistema de competición
El modo de disputa implementado fue, como en temporadas anteriores y similar a las de categorías superiores, el de todos contra todos a partidos de ida y vuelta, es decir a dos rondas compuestas por trece jornadas cada una con localía recíproca. Se convierte en campeón el equipo que acumula la mayor cantidad de puntos al término de las 26 jornadas. En caso de haberse producido igualdad entre dos contendientes, habrían definido el título en un partido extra. Si hubieran sido más de dos, se resolvía según los siguientes parámetros:
1) saldo de goles;
2) mayor cantidad de goles marcados;
3) mayor cantidad de goles marcados en condición de visitante;
4) sorteo.

## Producto de la clasificación
- El torneo coronó al 65° campeón en la historia de la Primera de Ascenso.

- Tanto el campeón como el subcampeón del torneo, obtuvieron directamente su ascenso a la División Intermedia.

- Los dos equipos que obtuvieron el menor puntaje en el torneo, descendieron a la Segunda de Ascenso.

## Ascensos y descensos
| Ascendidos a la División Intermedia              |
| ------------------------------------------------ |
| Rubio Ñu (Campeón de la Primera de Ascenso)      |
| Trinidense (Subcampeón de la Primera de Ascenso) |

| Descendidos a la Segunda de Ascenso                             |
| --------------------------------------------------------------- |
| Ameliano (Peor puntaje en la temporada pasada)                  |
| General Caballero (Segundo peor puntaje en la temporada pasada) |

| Ascendidos de la Segunda de Ascenso             |
| ----------------------------------------------- |
| 1° de Marzo (Campeón de la Segunda de Ascenso)  |
| Pilcomayo (Subcampeón de la Segunda de Ascenso) |

| Descendidos de la División Intermedia                     |
| --------------------------------------------------------- |
| Silvio Pettirossi (Peor puntaje en la temporada pasada)   |
| River Plate (Segundo peor puntaje en la temporada pasada) |

## Equipos participantes
| Equipos          | Fundación                | Ciudad               | Estadio                   | Capacidad |
| ---------------- | ------------------------ | -------------------- | ------------------------- | --------- |
| 1° de Marzo      | 1 de marzo de 1963       | Fernando de la Mora  | 1° de Marzo               | 2.000     |
| 29 de Septiembre | 30 de abril de 1942      | Luque                | Molino                    | 1.000     |
| 3 de Noviembre   | 15 de mayo de 1959       | Asunción             | Dr. Rubén Ramírez         | 1.500     |
| Colegiales       | 7 de enero de 1977       | Asunción             | Profesor Luciano Zacarías | 4.500     |
| Cerro Corá       | 1 de marzo de 1925       | Asunción             | General Andrés Rodríguez  | 6.000     |
| General Díaz     | 7 de enero de 1977       | Luque                | General Adrián Jara       | 300       |
| Humaitá          | 19 de febrero de 1932    | Mariano Roque Alonso | Pioneros de Corumba Cué   | 7.000     |
| Independiente    | 20 de septiembre de 1925 | Asunción             | Ricardo Gregor            | 500       |
| Presidente Hayes | 8 de noviembre de 1907   | Asunción             | Kiko Reyes                | 5.000     |
| Pilcomayo        | 9 de junio de 1915       | Mariano Roque Alonso | Agustín Báez              | 800       |
| Resistencia      | 27 de diciembre de 1917  | Asunción             | Tomás Began Correa        | 5.700     |
| River Plate      | 15 de enero de 1911      | Asunción             | River Plate]]             | 5.000     |
| San Lorenzo      | 17 de diciembre de 1930  | San Lorenzo          | Ciudad Universitaria      | 5.000     |
| Tembetary        | 3 de agosto de 1912      | Ypané                | Ypané                     | 5.000     |

## Clasificación
| Pos. | Equipos          | PJ | PG | PE | PP | GF | GC | Dif. | Pts. |
| ---- | ---------------- | -- | -- | -- | -- | -- | -- | ---- | ---- |
| 1.   | Presidente Hayes | 26 | 15 | 9  | 2  | 48 | 15 | 33   | 54   |
| 2.   | General Díaz     | 26 | 12 | 10 | 4  | 39 | 29 | 10   | 46   |
| 3.   | San Lorenzo      | 26 | 12 | 9  | 5  | 37 | 27 | 10   | 45   |
| 4.   | 3 de Noviembre   | 26 | 9  | 10 | 7  | 35 | 37 | -2   | 37   |
| 5.   | Tembetary        | 26 | 9  | 9  | 8  | 35 | 30 | 5    | 36   |
| 6.   | River Plate      | 26 | 10 | 6  | 10 | 41 | 37 | 4    | 36   |
| 7.   | 29 de Septiembre | 26 | 9  | 7  | 10 | 55 | 51 | 4    | 34   |
| 8.   | Colegiales       | 26 | 8  | 10 | 8  | 45 | 41 | 4    | 34   |
| 9.   | Resistencia      | 26 | 9  | 7  | 10 | 40 | 45 | -5   | 34   |
| 10.  | Independiente    | 26 | 7  | 10 | 9  | 29 | 32 | -3   | 31   |
| 11.  | 1° de Marzo      | 26 | 8  | 6  | 12 | 32 | 41 | -9   | 30   |
| 12.  | Pilcomayo        | 26 | 7  | 8  | 11 | 35 | 39 | -4   | 29   |
| 13.  | Cerro Corá       | 26 | 6  | 10 | 10 | 48 | 49 | -1   | 28   |
| 14.  | Humaitá          | 26 | 4  | 3  | 19 | 30 | 76 | -46  | 15   |

 Pos=Posición; PJ=Partidos jugados; PG=Partidos ganados; PE=Partidos empatados; PP=Partidos perdidos; GF=Goles a favor; GC=Goles en contra; Dif=Diferencia de goles;Pts=Puntos
|  |                                                                 |
|  | Campeón. Ascendido en forma directa a la División Intermedia    |
|  | Subcampeón. Ascendido en forma directa a la División Intermedia |
|  | Descendido a Segunda de Ascenso                                 |

## Campeón
|                              |
| Presidente Hayes 1.er título |